# MUDO - Musée de l'Oise
Le MUDO - Musée de l'Oise est un musée situé au cœur de Beauvais (Oise), dans les Hauts-de-France, au pied de la cathédrale, dans l'ancien palais épiscopal, classé monument historique.

## Histoire du bâtiment

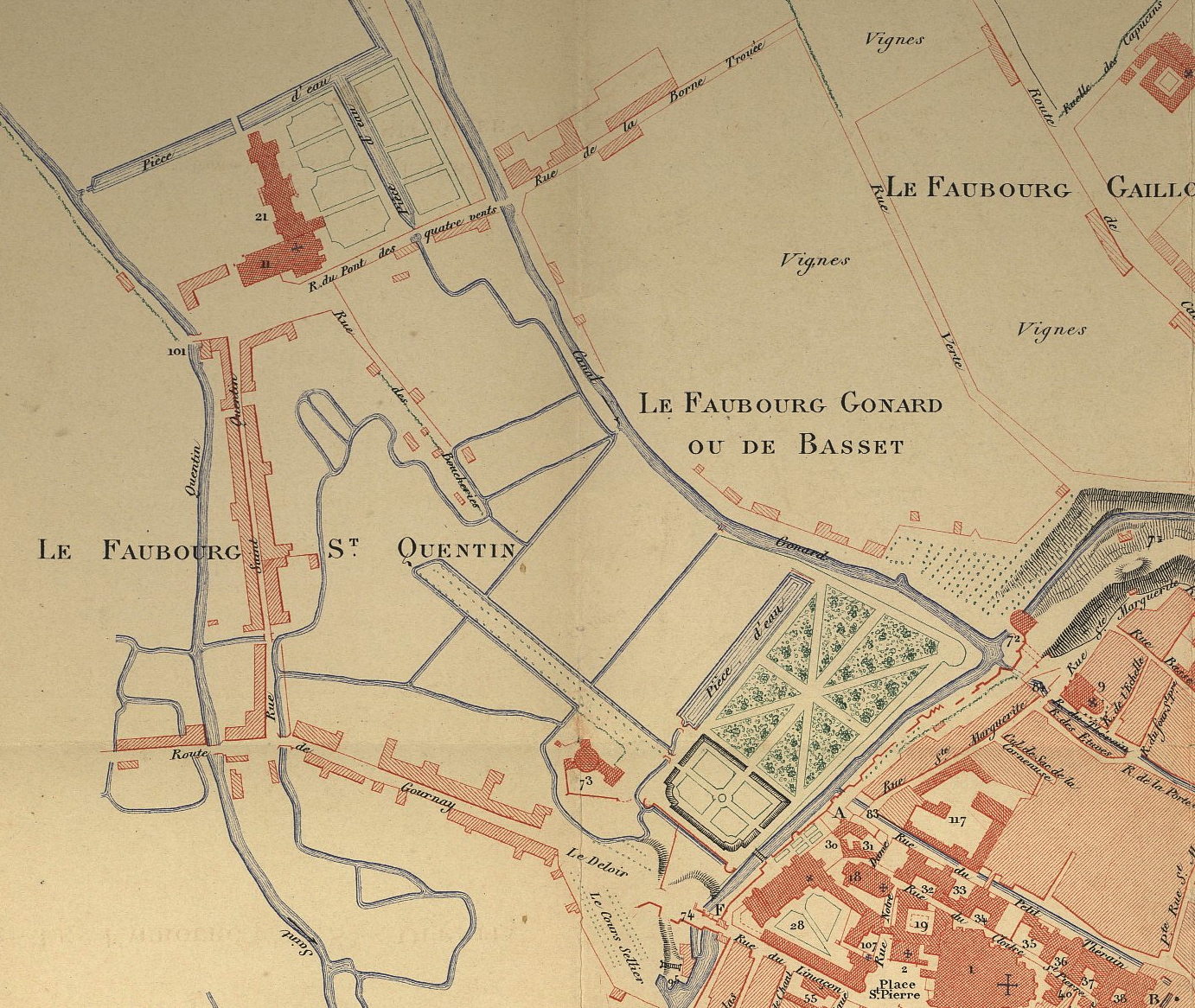
Plan du faubourg en 1789.

Le musée est installé dans des bâtiments construits au XIIe siècle sur les remparts gallo-romains de la ville. En 1305, une émeute retentit dans la cité. Lorsque l’ordre est rétabli, le roi de France condamne les bourgeois de Beauvais à indemniser Simon de Nesle, seigneur épiscopal. Avec cet argent, ce dernier fait construire un châtelet, porte d’entrée fortifiée flanquée de deux tours jumelles.
À l’intérieur, une porterie du XIVe siècle représente des sirènes musiciennes (au rez-de-chaussée) et des fragments de pavage (au premier étage).
Des graffitis recouvrent les murs de la tour nord, rappelant que le bâtiment était autrefois une prison. La tour sud contient une salle basse, autrefois utilisée comme réserve. Au début du XVIe siècle, l’évêque Louis de Villiers de L'Isle-Adam fait reconstruire le bâtiment principal dans l’esprit de la Renaissance, tout en conservant les ornements caractéristiques gothiques. Il fait percer des fenêtres malgré les protestations de la ville, et y ajoute une tourelle d’escalier à vis augmentée d’une poivrière et d’un campanile. Il donne ainsi au monument son aspect global actuel, compte tenu des restaurations du XIXe siècle.
Sous l’Empire, en 1811, la préfecture s’y installe avant que le bâtiment ne soit restitué à l’évêque sous la Restauration (1823) et qu'elle déménage à l'Abbaye Saint Quentin. En 1848, le bâtiment devient palais de justice. Au cours de la Seconde Guerre mondiale, le musée départemental, installé dans un bâtiment au nord de la cathédrale, est victime des bombardements.
Les œuvres sauvées, ainsi que celles acquises par la suite, sont provisoirement installées dans les combles de l’ancien palais épiscopal. En 1973, profitant du déménagement des services de la Justice vers un tribunal flambant neuf, le département récupère l’ensemble des bâtiments et engage un vaste programme de restauration et d’aménagement, réalisé par l'architecte Jean-Pierre Paquet. Ces travaux se terminent en juin 1981, avec l’ouverture d’un nouveau centre muséographique. Néanmoins, des problèmes de charpente obligent le conseil général à fermer les salles au public en 1997. Le musée est rouvert au public le 25 janvier 2015.

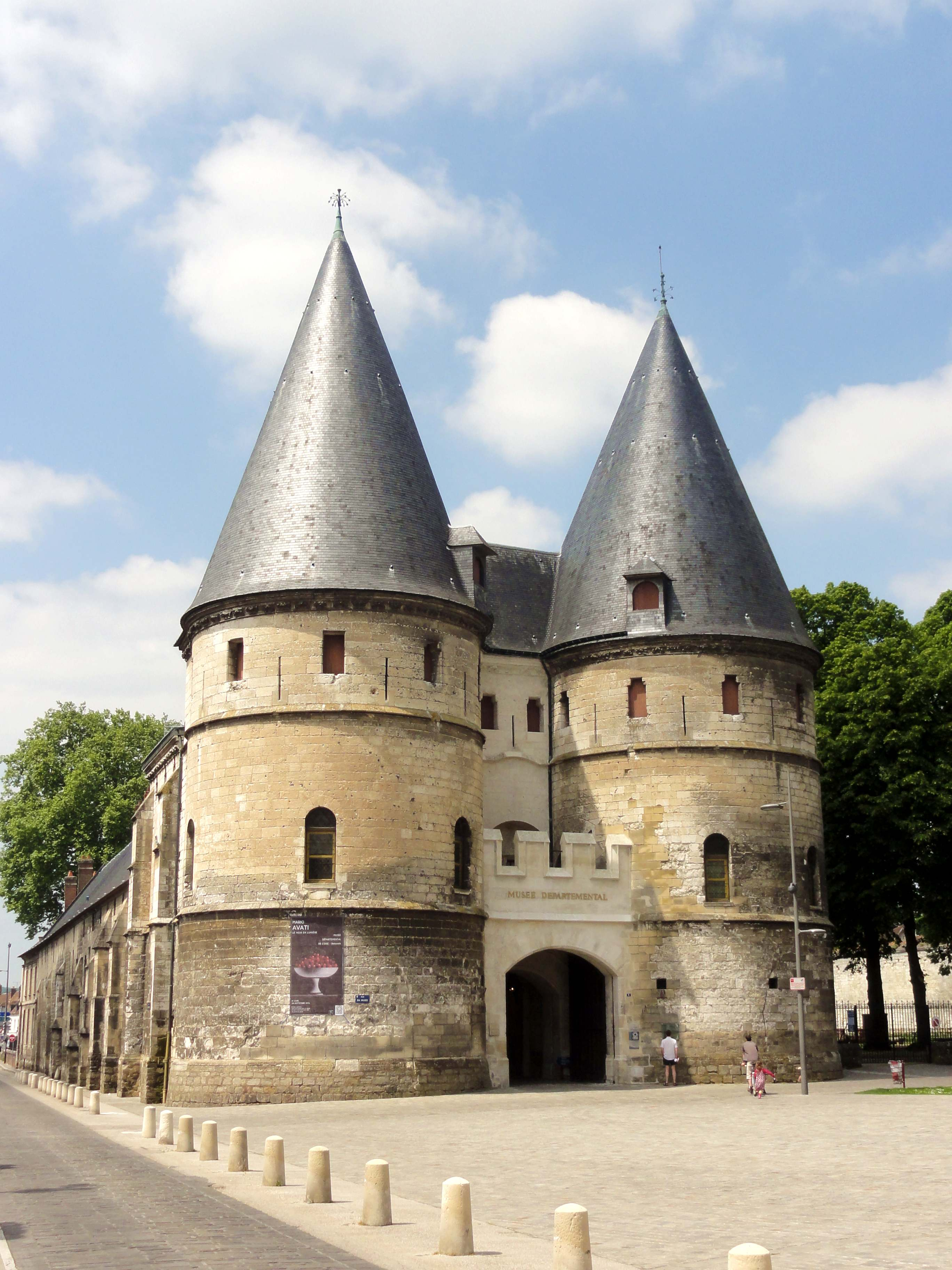
Les tours du châtelet, entrée du musée.
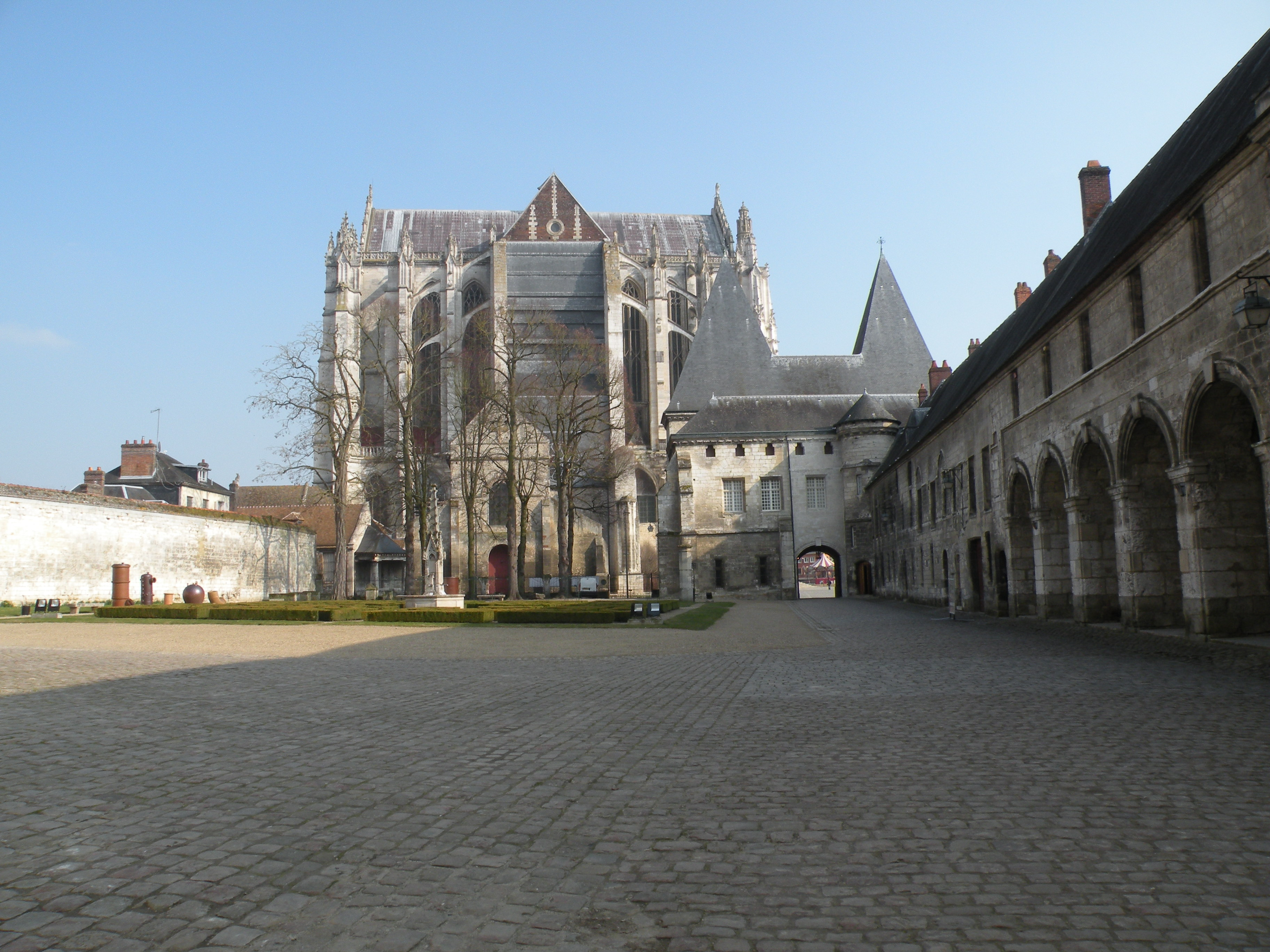
La cour intérieure.
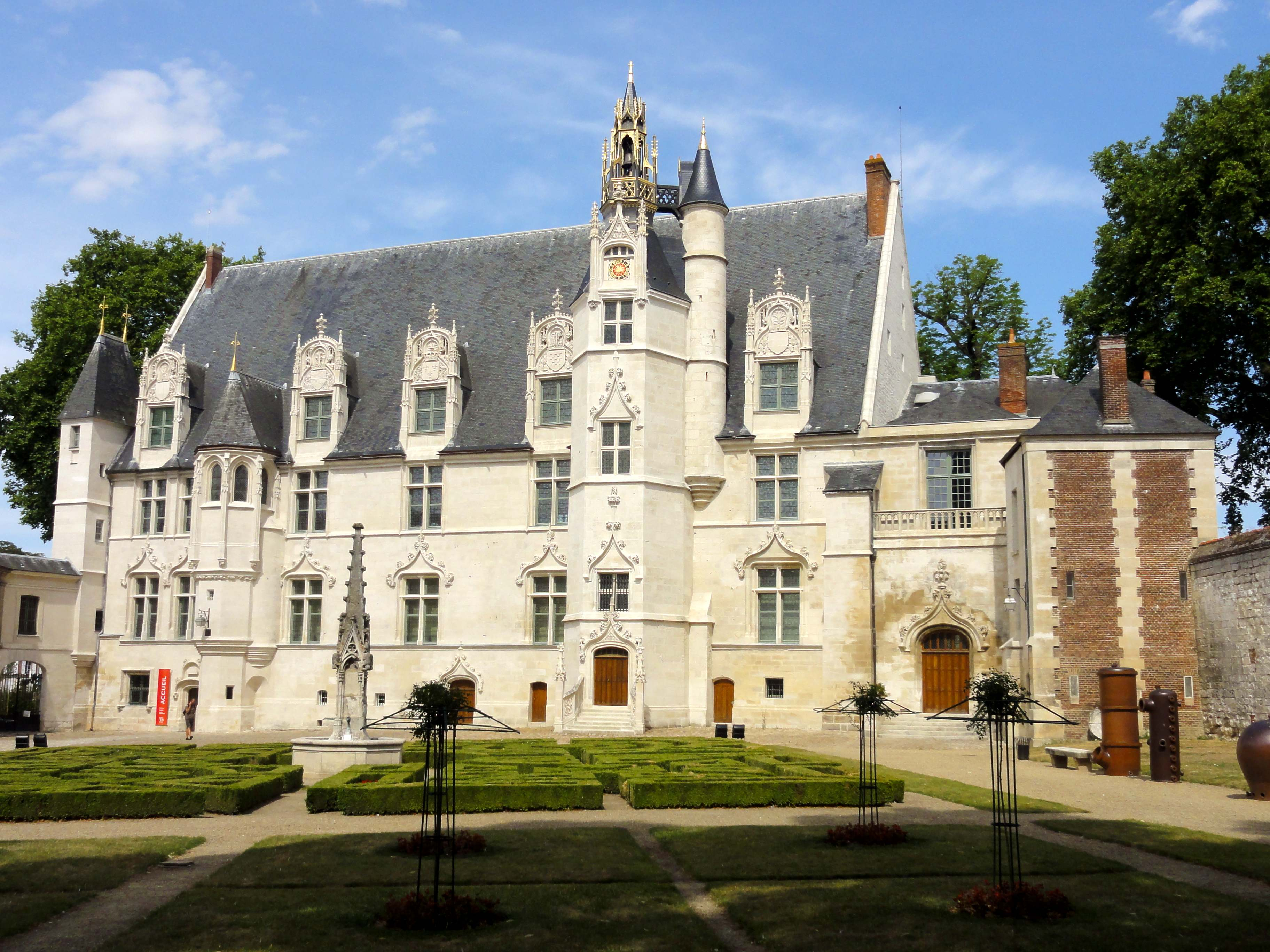
Le palais.
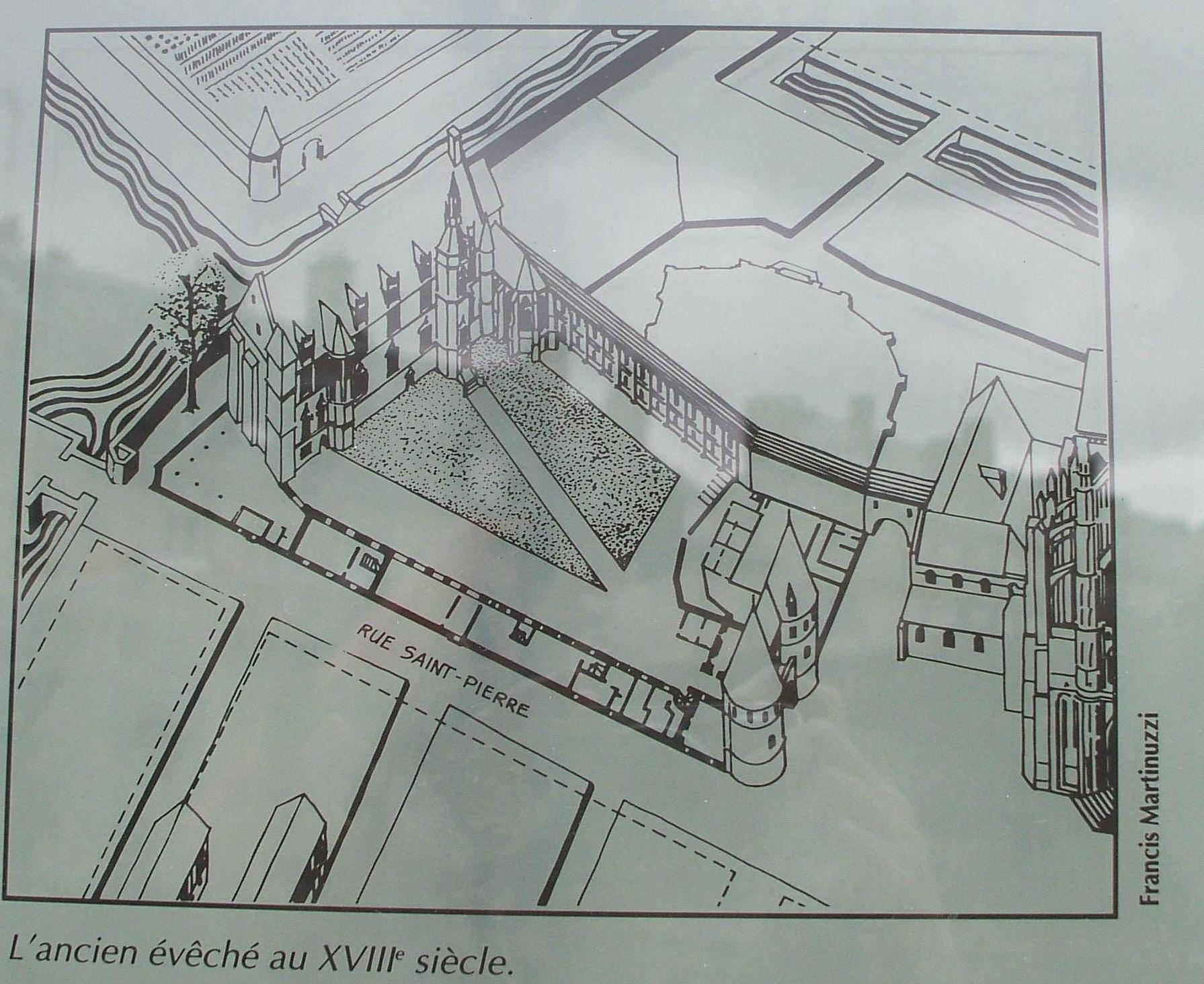
Plan.

## Collections
Le musée présente actuellement une partie de ses collections dans un parcours XIXe.

### Le parcoursXIXesiècle
Différents courants de la peinture du XIXe siècle sont illustrés, avec notamment L'Enrôlement des volontaires de Thomas Couture et des toiles de peintres tels que Jean Auguste Dominique Ingres, Théodore Chassériau, Joseph-Nicolas Robert-Fleury, Hippolyte Flandrin, Gustave Doré, Camille Corot, Alfred Sisley (Moret − le Chantier naval à Matrat, 1882) , Ker-Xavier Roussel, Henri-Eugène Le Sidaner, Edouard Vuillard, Victor Dupont.

### Art ancien

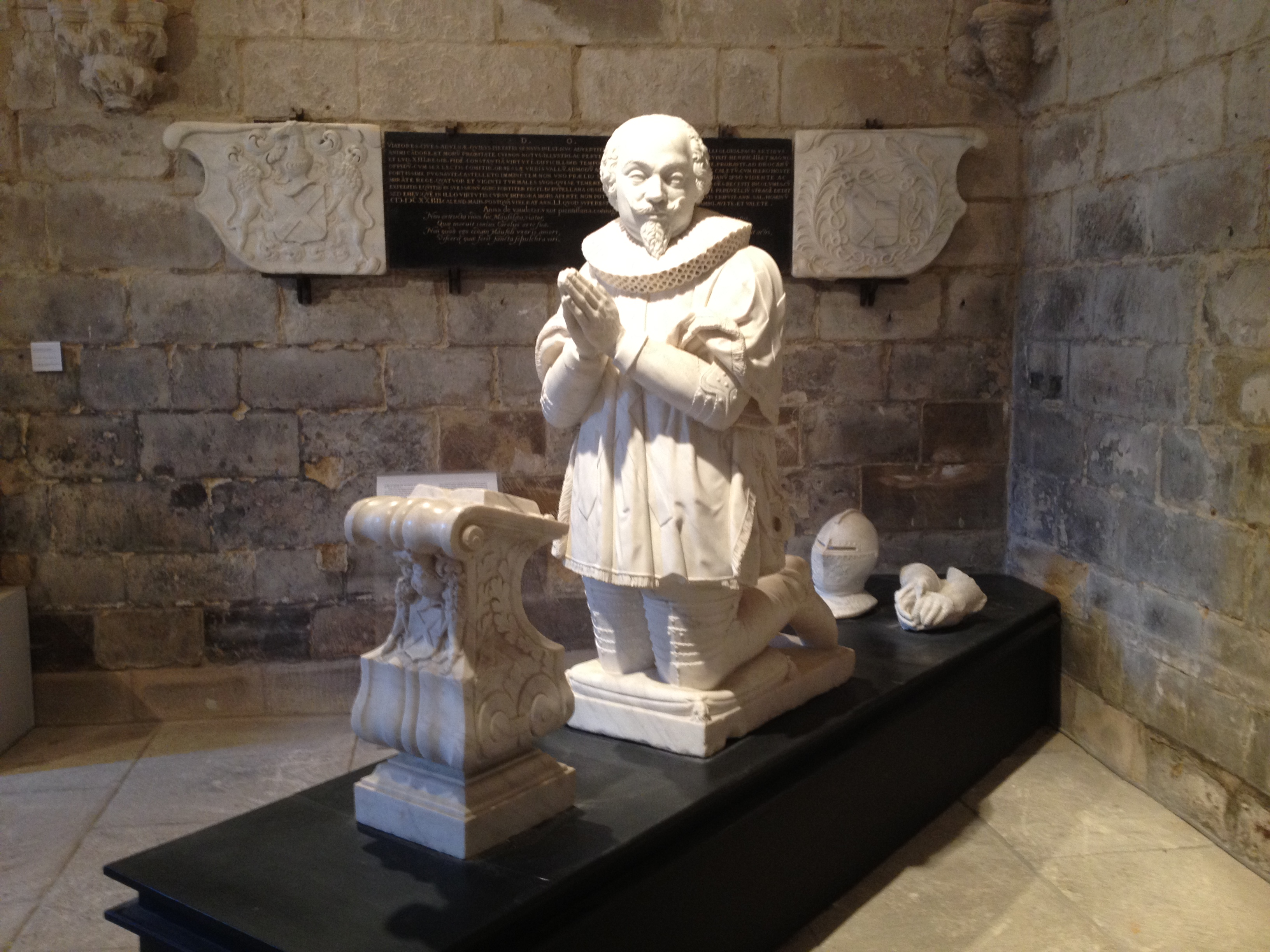
Sculpture funéraire de Charles de Fresnoy, XVIIe siècle.

Pour la peinture ancienne, on trouve des œuvres des écoles italienne et française des XVIIe siècle et XVIIIe siècle (Baciccio, Giuseppe Bazzani, Il Morazzone, Leonardo Coccorante, Gaspare Diziani, Nicola Maria Rossi, Quentin Varin, Claude Vignon, Charles Le Brun, Sébastien Bourdon, Jean Barbault) siècles ainsi que de la Renaissance française (Antoine Caron).
On remarque également une collection de céramique du XVIe au XXe siècle. En sculpture, outre des ensembles d'œuvres médiévales, on remarque la sculpture funéraire en marbre de Charles de Fresnoy, du XVIIe siècle, attribuée à Michel Bourdin le Jeune.

### Art duXXesiècle

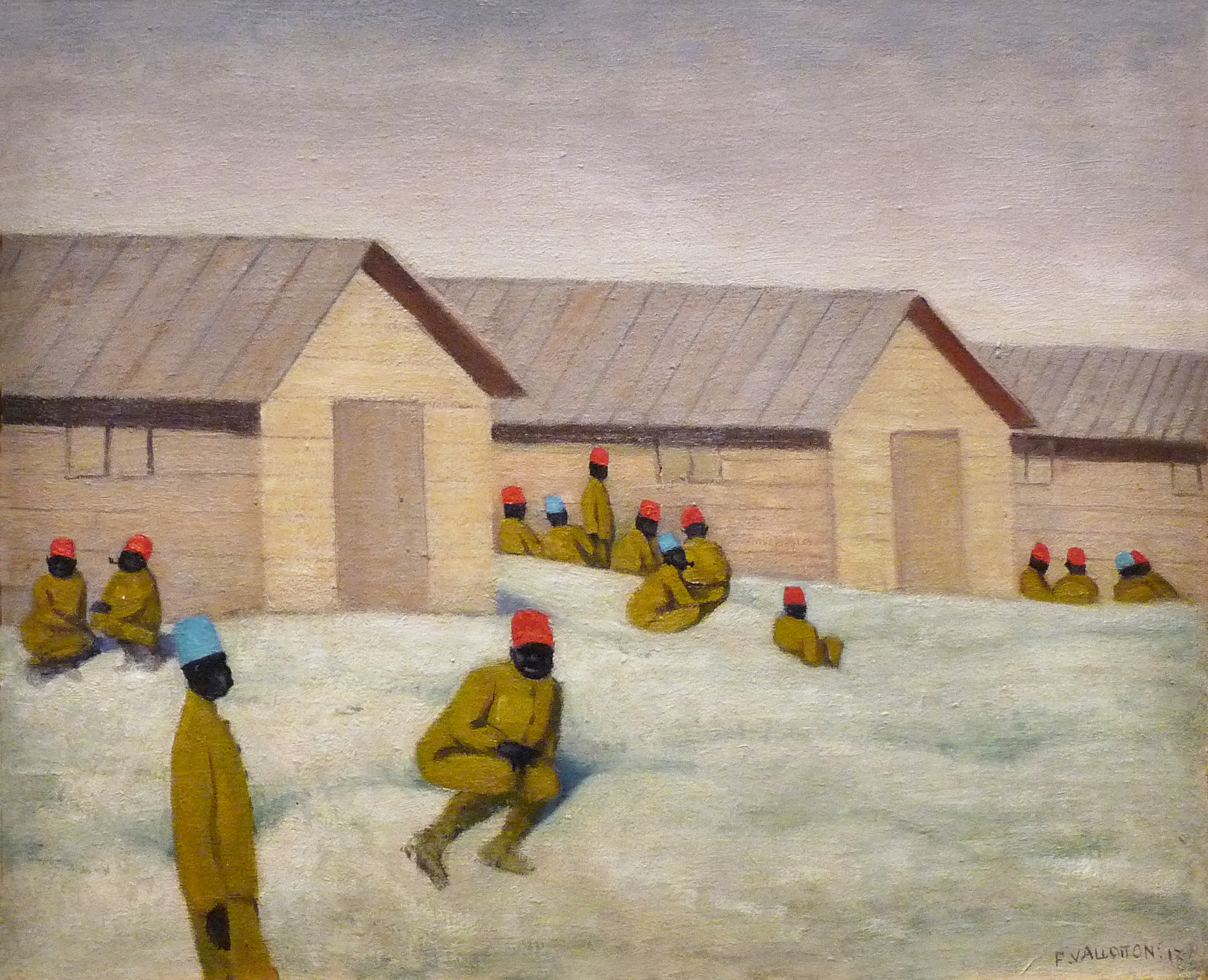
Félix Vallotton, Soldats sénégalais au camp de Mailly, 1917.

L'art moderne est illustré par Raoul Dufy, Henri Le Fauconnier, Félix Vallotton, Francis Picabia, Jean Dupas, Tristan Klingsor, Robert Lotiron, Zoum Walter et par un décor d'escalier peint par Maurice Denis, L'Âge d'or. On trouve également un cabinet d'arts graphiques.
La salle à manger est décorée en Art nouveau par l'artiste liégeois Gustave Serrurier-Bovy, avec des céramiques d'Auguste Delaherche. L'Art déco est représenté par la Madone ronde de Tamara de Lempicka.

## Donations
Le Musée a reçu de la fille de l'artiste le fonds Boudot-Lamotte. Maurice Boudot-Lamotte (1878-1958) était peintre mais aussi collectionneur de tableaux. Il était ami avec le peintre fauve Victor Dupont. Le fonds se rapporte tant à l'œuvre qu'à la collection qui ont fait l'objet d'une exposition "Hommage à Maurice Boudot-Lamotte" du 23 novembre 1979 au 29 février 1980 (catalogue par Marie-Madeleine Aubrun).
En 1997 le Musée départemental de l'Oise a reçu des filles de l'artiste une importante donation d’œuvres de Jean Lambert-Rucki.

## Expositions temporaires

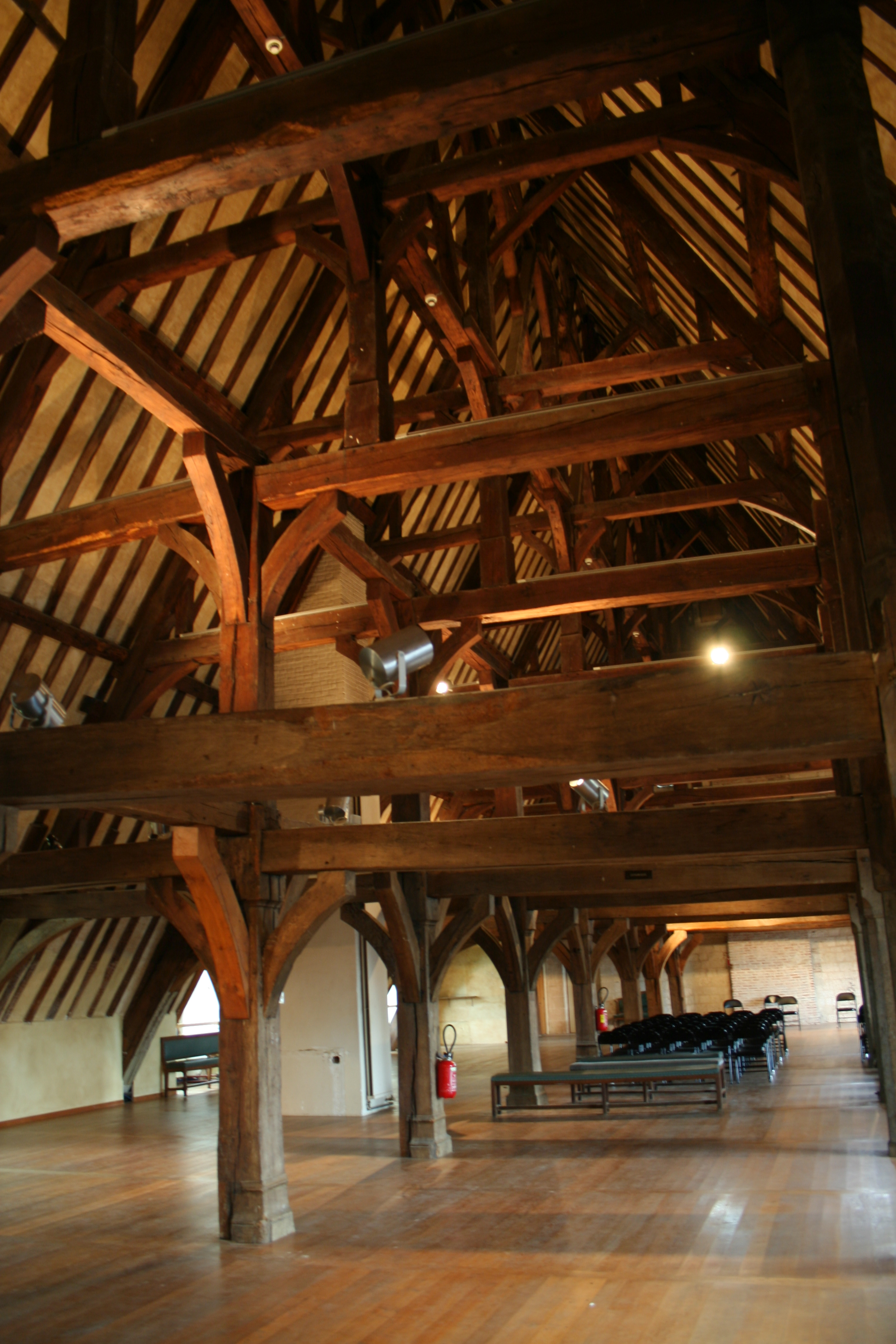
La charpente du palais.

Depuis plusieurs années le musée organise régulièrement des expositions temporaires.

### Historique des expositions temporaires
- Jean Couy - Gravures, dessins, 1991
- Fabuleux bestiaire des années 20-40 - Du 10 avril au 29 septembre 2013
- Karen Knorr, un bestiaire contemporain - Du 15 mai au 25 août 2013
- L’Idéal Art nouveau - Du 12 octobre 2013 au 12 janvier 2014
- Ange Leccia, regards croisés sur les collections du musée - Du 17 octobre 2013 au 3 février 2014
- Mario Avati, le noir en lumière - Du 17 avril au 28 septembre 2014
- Heures italiennes. Trésors de la peinture italienne en Picardie - Du 27 avril au 17 septembre 2017 (exposition lauréate du label "Exposition d'Intérêt National" 2017 du Ministère de la Culture[6])
- Trésors céramiques, Collection du MUDO-Musée de l’Oise. Du IXe siècle à nos jours - Du 15 septembre 2018 au 22 septembre 2019
- Echappées belles. Paysages d'ici et d'ailleurs dans les collections du MUDO - Du 19 mai au 19 septembre 2021
- André Metthey. La quête du feu et de la couleur - Du 26 mars au 18 septembre 2022
- De rêve et de lumière. L'Antiquité selon Emile-René Ménard (1862-1930) - Du 29 mars au 24 juillet 2023 (exposition lauréate du label "Exposition d'Intérêt National" 2023 du Ministère de la Culture[7])